# 성과 지표

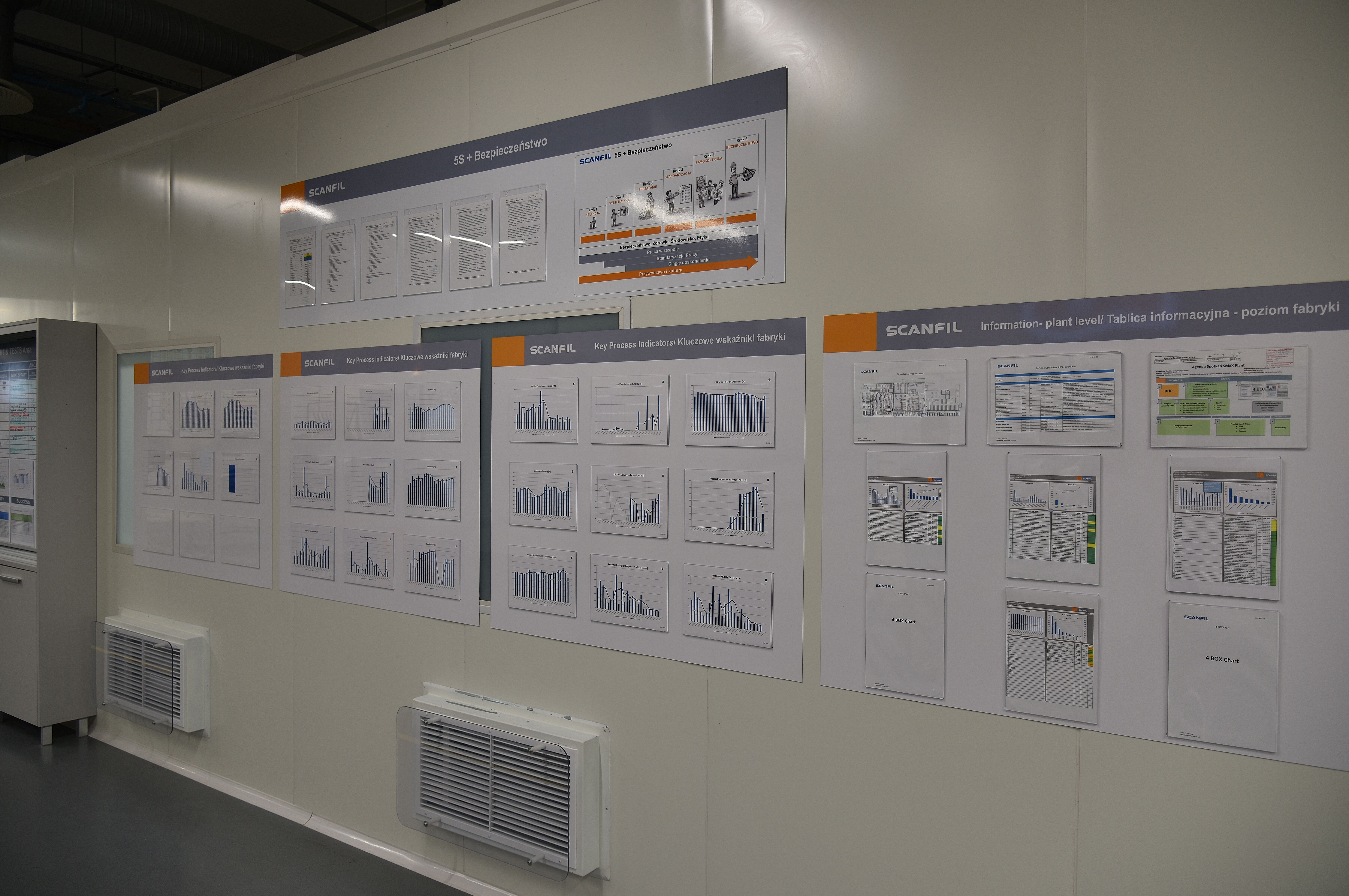

성과 지표(成果指標, Performance indicator) 또는 핵심 성과 지표(核心成果指標, key performance indicator, KPI)는 성과 측정의 일종이다. KPI는 단체 또는 해당 단체에 참여한 특정 활동(프로젝트, 프로그램, 제품, 기타 이니셔티브)의 성공도를 측정한다. KPI는 전략 및 운용 개선을 위한 포커스를 제공하고 의사 결정의 분석적 토대를 만들며 가장 문제시 되는 부분에 집중할 수 있도록 도움을 준다.

## 같이 보기
- 비즈니스 인텔리전스
- 핵심 성공 요인
- 디지털 대시보드
- 데이터 시각화
- 핵심 위험 지표
- 공급자 관계 관리